# Ліски (Одеський район)
Ліски — селище Фонтанської сільської громади в Одеському районі Одеської області в Україні. Населення становить 543 осіб.

## Населення
Згідно з переписом УРСР 1989 року чисельність наявного населення селища становила 523 особи, з яких 236 чоловіків та 287 жінок.
За переписом населення України 2001 року в селищі мешкали 504 особи.

### Мова
Розподіл населення за рідною мовою за даними перепису 2001 року:
| Мова       | Відсоток |
| ---------- | -------- |
| українська | 67,96 %  |
| російська  | 31,12 %  |
| інші       | 0,92 %   |

## Цікава інформація

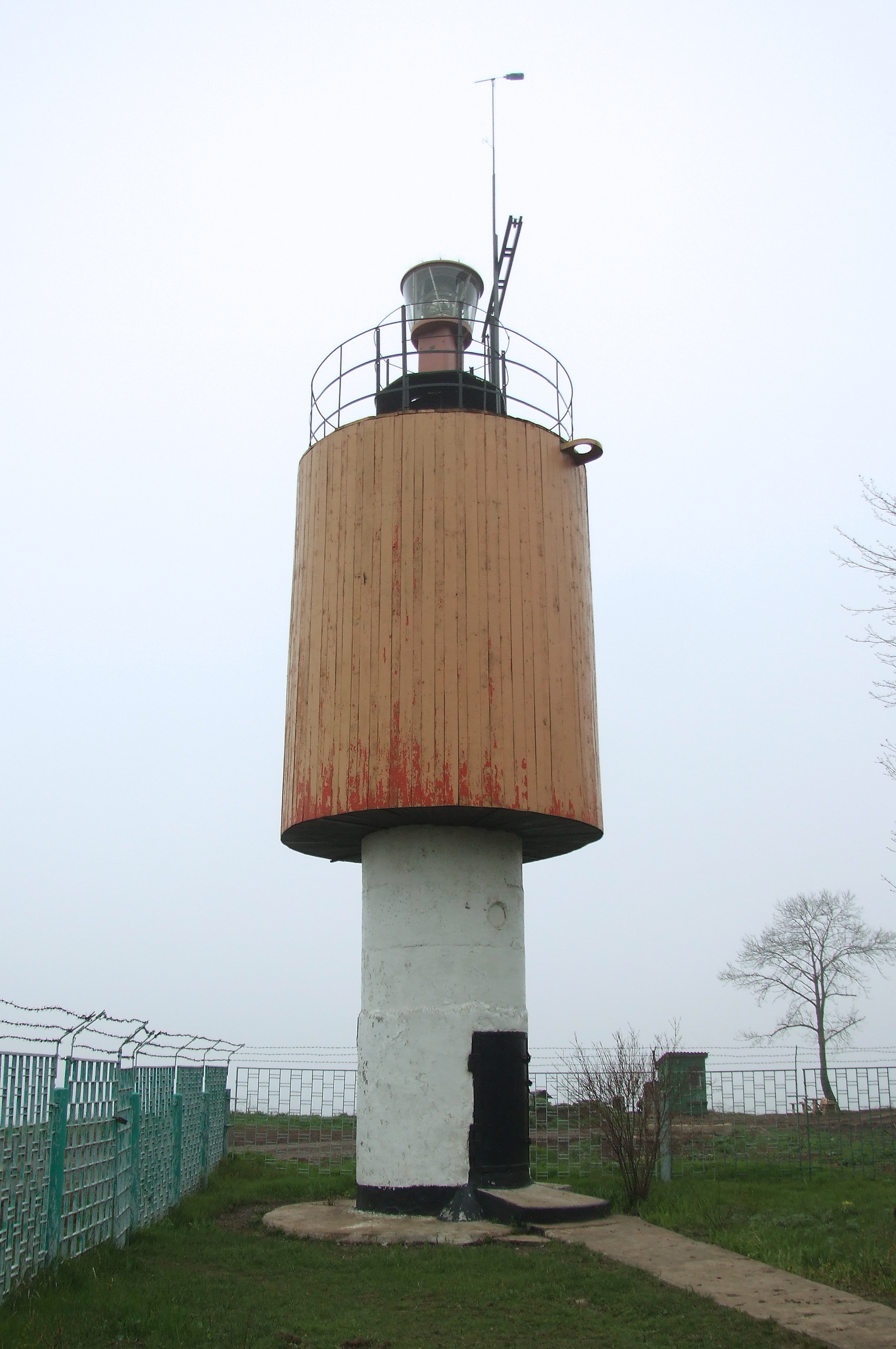
Лузанівський маяк

У селищі, в районі мису Північний Одеський у 1972 році був зведений Лузанівський маяк — один з наймолодших маяків Одеського регіону.